# Diritti LGBT in Vietnam
In Vietnam le persone gay, lesbiche, bisessuali e transessuali possono legalmente difendersi da ogni abuso, ostilità o discriminazione perpetrati nei loro confronti. 
Sia per gli uomini che per le donne l'attività sessuale tra persone dello stesso sesso è perfettamente legale, anche se alle coppie omosessuali non sono ancora state concesse le stesse garanzie e diritti civili ammesse per le coppie di sesso opposto.
Il Vietnam è considerata la prima nazione per diritti LGBT nel Sud-est Asiatico.

## Codice penale
Gli atti sessuali compiuti tra persone dello stesso sesso non risultano in alcun modo essere reati se compiuti tra adulti consenzienti e in privato: molti storici ritengono inoltre con fondatezza che l'omosessualità non sia mai stata in realtà affrontata in maniera negativa all'interno del codice penale della nazione.
L'età del consenso è posta a 18 anni, mentre risulta perseguita la prostituzione maschile e il sesso in pubblico: le persone sorprese in tali attività possono incorrere anche in lunghe pene detentive. Family Law Solicitors In London

## Matrimonio egualitario
Il 24 settembre 2013, il governo ha emanato il decreto atto ad abolire le multe per i matrimoni tra persone dello stesso sesso. Il decreto è entrato in vigore l'11 novembre 2013.
Nel novembre 2013, il Parlamento ha abrogato la disposizione costituzionale che definisce il matrimonio come unione tra un uomo e una donna.
Il 1º gennaio 2015 è entrata ufficialmente in vigore la Legge sul matrimonio e sulla famiglia del 2014. Afferma che, mentre il Vietnam consente i matrimoni omosessuali, non offrirà alcun riconoscimento legale o protezione alle unioni tra persone dello stesso sesso.

## Identità ed espressione di genere

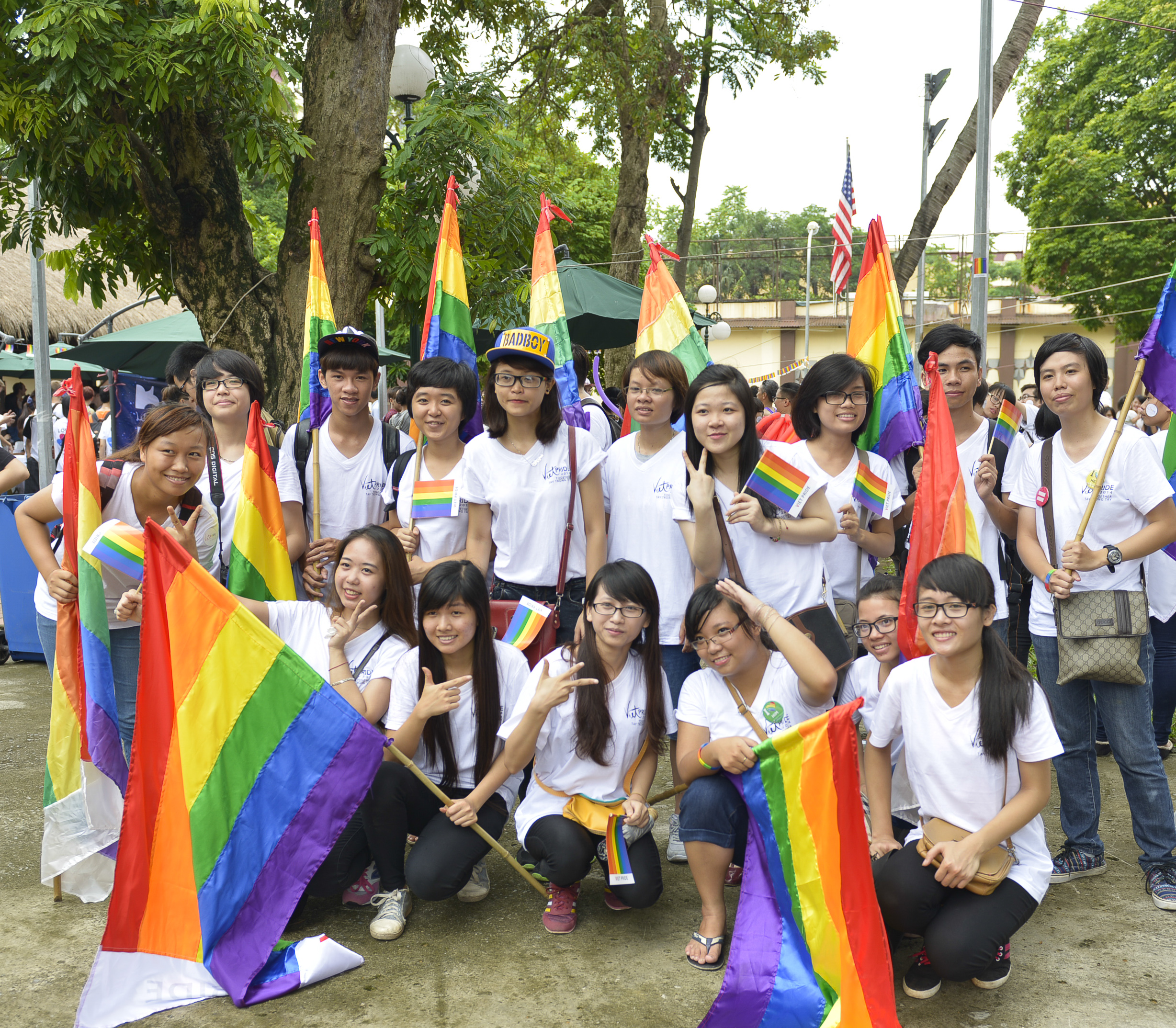
Viet Pride del 2014

Il 24 novembre 2015 il Vietnam ha approvato una legge, con un voto di 282 a 84, che sancisce che i diritti delle persone transgender che aiuta la strada per un intervento chirurgico di riassegnazione del sesso. 
Tali operazioni erano precedentemente illegali, costringendo le persone a recarsi nella vicina Thailandia per l'intervento. La legislazione consente a coloro che sono stati sottoposti al cambio di sesso di aggiornarlo anche nei documenti.
La legge è entrata in vigore a gennaio 2017.

## Servizio militare
In Vietnam si può servire nelle Forze Armate indipendentemente dal proprio orientamento sessuale. Il servizio militare è obbligatorio per gli uomini a partire dai 18 anni, mentre le donne possono fare volontariato.

## HIV e AIDS
A partire dal 2006 il governo ha emanato una legge apposita per proteggere i cittadini risultati sieropositivi dalle discriminazioni; l'assistenza sanitaria è fornita gratuitamente a tutti i cittadini ammalati.

## Media

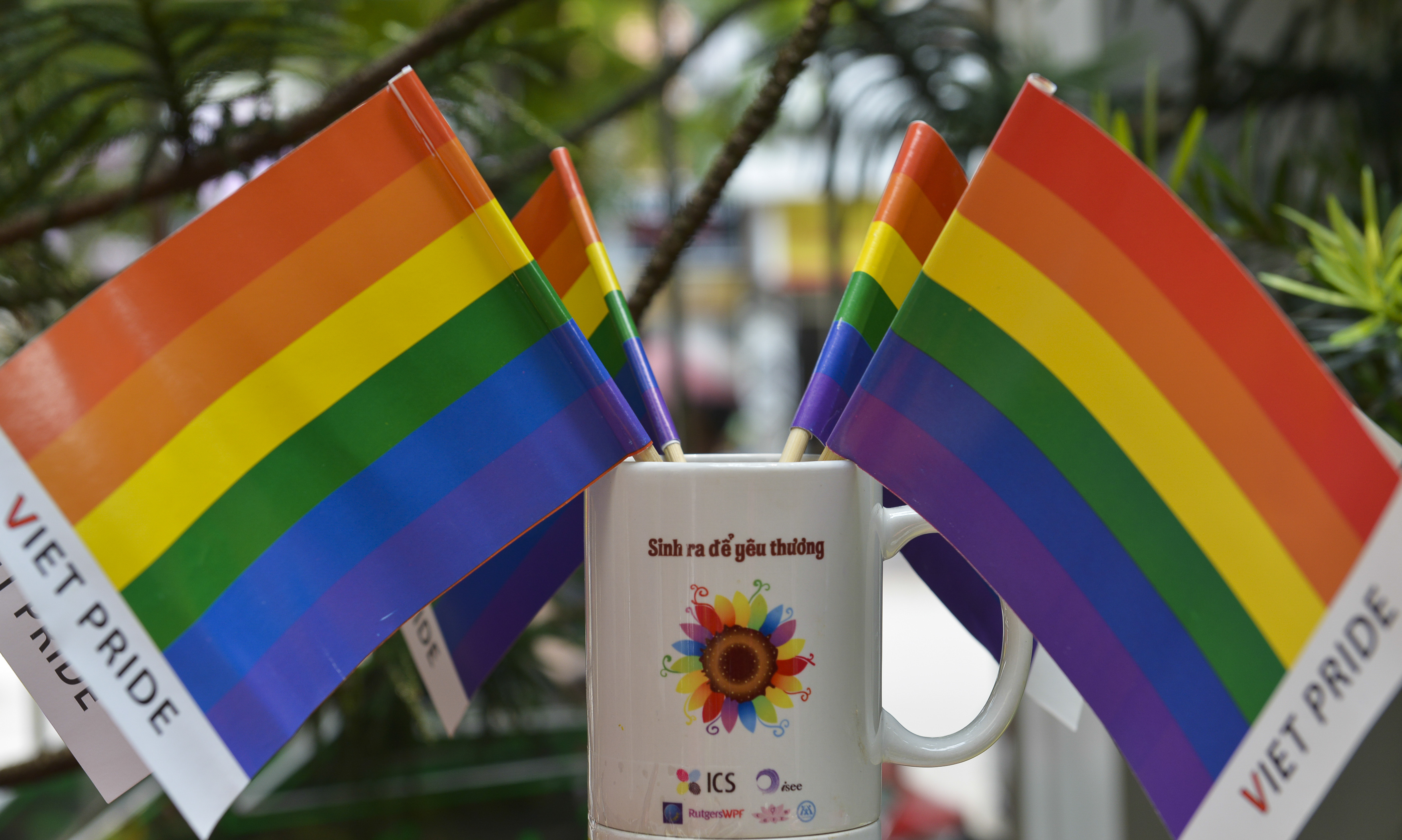
Delle bandiere arcobaleno del Vietnam pride

Nel 2000 il romanzo poliziesco scritto dal giornalista Bui Ahn Tan "A World Without Women/Un mondo senza donne" (Một Thế Giới Không Có Đàn Bà) è stato il primo libro di narrativa a parlare apertamente della vita dei gay. Nel 2007 la storia è stata anche trasformata in una serie televisiva.
Nel 2002 esponenti del governo e articoli giornalistici hanno dichiarato l'omosessualità come un "male sociale" paragonabile alla prostituzione, al gioco d'azzardo e all'uso di sostanze stupefacenti. 
Nello stesso anno in cui gli apparati governativi stavano conducendo questa campagna contro il male sociale rappresentato dall'omosessualità, il giornale della gioventù comunista pubblicava una "Storia dell'Omosessualità" in cui si dichiarava che alcune persone nascono gay esattamente come alcuni nascono mancini.
Il discusso regista cinematografico Le Hoang ha usato toni liberali quando ha affermato che le qualità interiori dei singoli individui non dipendono certo dal modo che hanno di esprimere la propria sessualità.

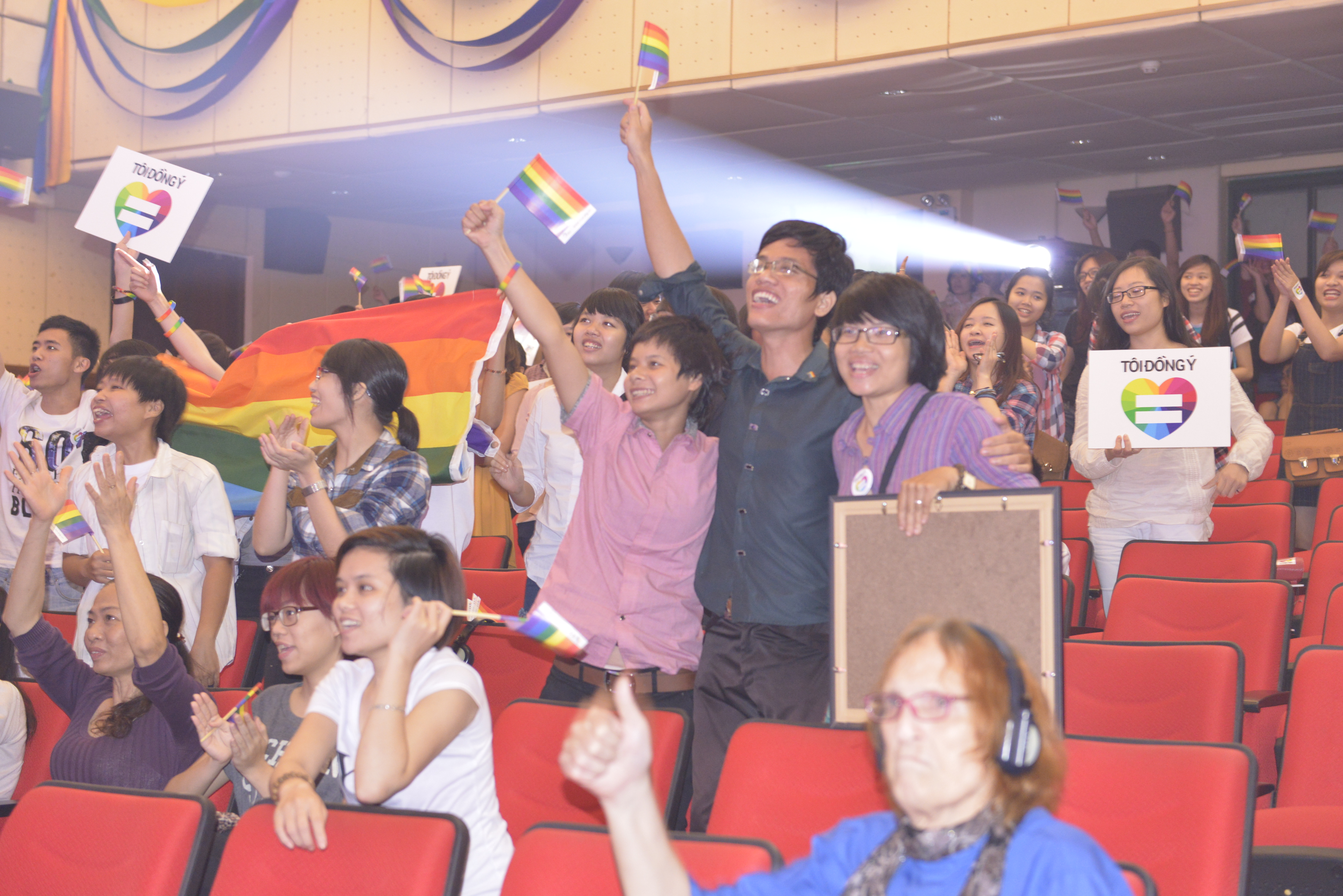
Una celebrazione a tema LGBT

Nel 2009 Pham Le Quynh Tram è stata la prima persona transgender ad essere legalmente riconosciuta dalle autorità vietnamite come una donna: in quanto tale le fu concesso di eseguire l'intervento di cambio del sesso e cambiare legalmente il suo nome.
Nel settembre del 2010 l'edizione online del quotidiano a tiratura nazionale Tuổi Trẻ ("Youth/Gioventù") ha pubblicato la lettera di un ragazzo di 18 anni che descriveva la propria difficoltà ad esser accettato dalla famiglia dopo che questa aveva scoperto il suo essere gay: la lettera ha ricevuto centinaia di risposte di solidarietà da parte di altri lettori, il che ha portato il sito ad intervistare il preside della facoltà di psicologia dell'università della capitale il quale, per la prima volta attraverso un media ufficiale, ha dichiarato che l'omosessualità non è un male, anzi completamente nella normalità della specie umana
Il 29 novembre dello stesso anno si è svolto il primo matrimonio gay straniero ad Hanoi tra un cittadino giapponese ed uno irlandese; il fatto ha sollevato molta attenzione nella comunità gay e lesbica vietnamita..
Il 5 agosto 2012 si è svolta sempre ad Hanoi la prima sfilata del gay pride della storia vietnamita, con molti cittadini che hanno espresso il loro pieno supporto per la parità di diritti e il matrimonio omosessuale.

### Nel cinema
Uscito nel 2011, il film Lost in Paradise è stato subito considerato come la prima pellicola cinematografica vietnamita che affronta, senza falsi moralismi né infingimenti, la realtà dell'omosessualità ed in parallelo della prostituzione maschile nel paese.

## Opinione pubblica
Nel 2001, un sondaggio ha rilevato che l'82% dei vietnamiti ritiene che l'omosessualità non sia mai accettabile.
Nel 2007, l'Università di Pedagogia di HCMC ha condotto un sondaggio su 300 alunni di tre scuole medie e superiori e ha scoperto che l'80% degli alunni ha risposto "no" quando gli è stato chiesto: "L'omosessualità è cattiva?"
Un sondaggio del marzo 2014 indica che il 53% dei vietnamiti era contrario al matrimonio tra persone dello stesso sesso.
Un sondaggio del 2016 ha riscontrato che la maggioranza dei vietnamiti sostiene il matrimonio egualitario.

## Tabella riassuntiva
| Attività e relazioni sessuali legali                                                  | (legale da sempre)                                                                          |
| Parità dell'età di consenso                                                           | (legale da sempre)                                                                          |
| Leggi anti-discriminazione sul lavoro                                                 | Anche se non c'è nessuna legge che ne parli, le persone LGBT si possono comunque difendere. |
| Leggi anti-discriminazione nella fornitura di beni e servizi                          | Anche se non c'è nessuna legge che ne parli, le persone LGBT si possono comunque difendere. |
| Leggi anti-discriminazione in tutti gli altri settori (incluse le espressioni d'odio) | Anche se non c'è nessuna legge che ne parli, le persone LGBT si possono comunque difendere. |
| Matrimonio egualitario                                                                | (Proposto)                                                                                  |
| Unione civile                                                                         | (Proposto)                                                                                  |
| Step-child adoption                                                                   | (Proposto)                                                                                  |
| Adozione                                                                              | (Proposto)                                                                                  |
| Autorizzazione a prestare servizio nelle forze armate                                 | Si                                                                                          |
| Diritto di cambiare legalmente sesso                                                  | (dal 2009)                                                                                  |
| Accesso alla fecondazione in vitro per le lesbiche                                    | Si                                                                                          |
| Surrogazione di maternità                                                             | No                                                                                          |
| Divieto di terapie di conversione                                                     | (Dal 2022)                                                                                  |
| Permesso di donare il sangue                                                          | (non vietato)                                                                               |